# Мериньяк (Приморская Шаранта)
Меринья́к (фр. Mérignac) — коммуна во Франции, находится в регионе Пуату — Шаранта. Департамент коммуны — Приморская Шаранта. Входит в состав кантона Монльё-ла-Гард. Округ коммуны — Жонзак.
Код INSEE коммуны — 17229.

## Население
Население коммуны на 2010 год составляло 222 человека.
| 1962 | 1968 | 1975 | 1982 | 1990 | 1999 | 2010 |
| ---- | ---- | ---- | ---- | ---- | ---- | ---- |
| 254  | 240  | 222  | 176  | 179  | 206  | 222  |